# 扎克·克拉夫
扎克·保罗·约翰·克拉夫（英語：Zach Paul John Clough，1995年3月8日—）是一名英格兰职业足球运动员，司职攻击型中场或边锋，效力于马来西亚超级联赛俱乐部雪兰莪。
克拉夫从八岁起就在博尔顿流浪者队开始了他的职业生涯，他为该队效力。 他成为博尔顿队的常规射手，在被卖给诺丁汉森林队之前，共踢了68场比赛。 一年后，他以租借形式回到博尔顿，之后又在英格兰的不同俱乐部效力过。2022年2月，克拉夫签约澳超联赛男子球队阿德莱德联队。